# 핸드 캐넌
핸드 캐넌(hand cannon)은 초기 화기의 일종이다. 화창의 후계 격으로, 본격적인 최초의 개인화기라고 할 수 있다. 화승총 같은 화기 작동 방식 없이 화약구멍에 불 붙은 심지를 직접 갖다대서 불화시켰다. 13세기 중국에서 발명되어 14세기에 유럽으로 전해졌다. 이후 방아쇠를 사용하는 최초의 화기인 아쿼버스로 대체되었다.

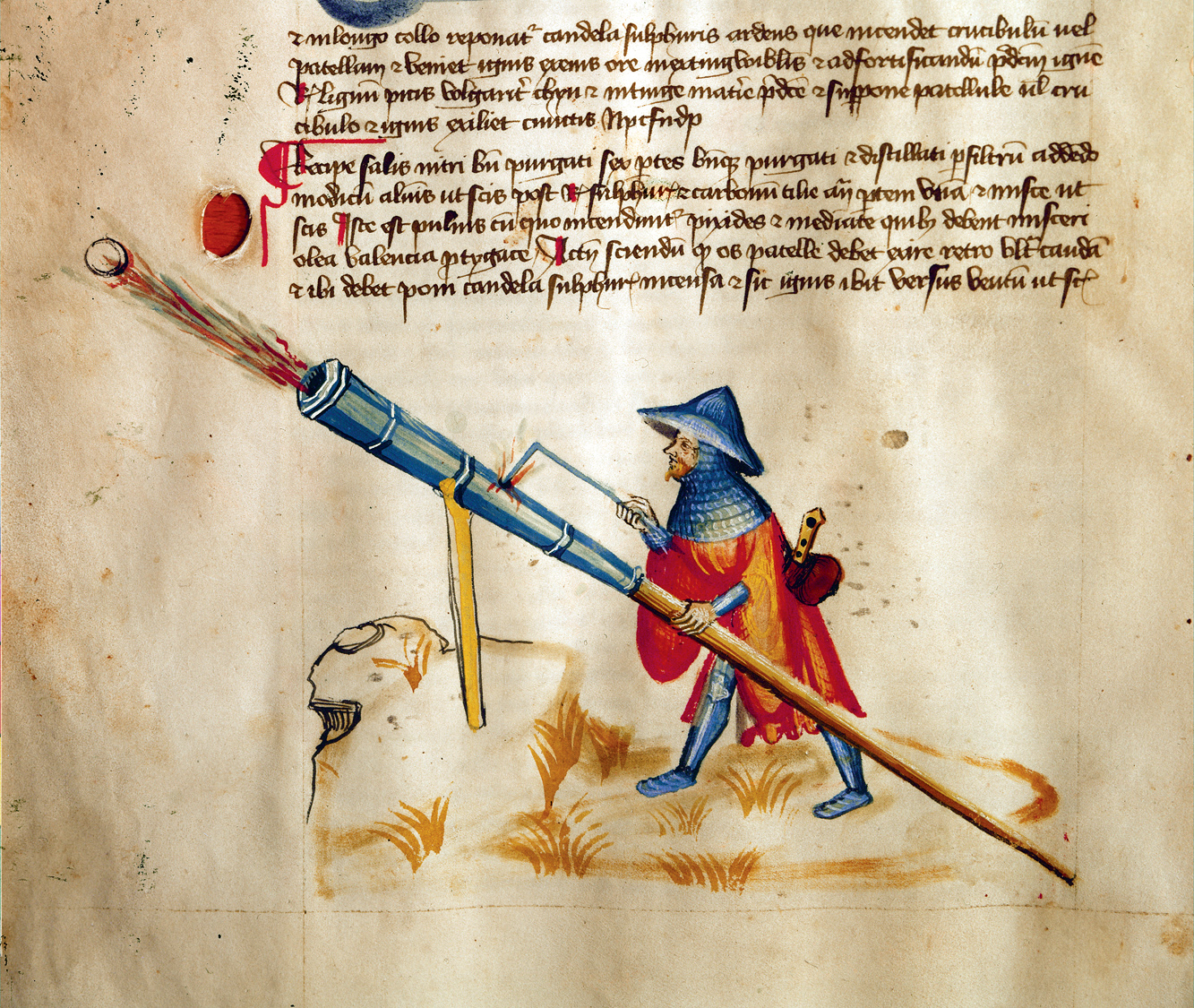

## 같이 보기
- 머스킷
- 수발총
- 피스톨
- 제사총